# Butte-aux-Cailles
Butte-aux-Cailles è un quartiere di Parigi.

## Posizione
Questo quartiere storico si trova nella parte occidentale del XIII arrondissement. È incluso nel distretto amministrativo chiamato Maison Blanche.

## Storia
In origine era una collina ricoperta di prati, vigneti e boschi, con diversi mulini a vento e dominava la Bièvre. La Butte-aux-Cailles prese il nome da Pierre Caille, che la acquistò nel 1543 .
Nel XVII secolo vi si praticava l'estrazione del calcare di conchiglia, ma le numerose attività industriali che utilizzavano l'acqua della Bièvre, come tintorie, concerie, lavanderie, e persino macellerie, resero malsano questo distretto.
Nel 1783 avvenne l'atterraggio forzato del primo aerostato, sul quale si trovavano il Marchese d'Arlandes e Jean-François Pilâtre de Rozier .
Nel 1784 - 1785 fu costruita la cinta daziaria di Parigi a nord della collina, sul percorso dell'attuale boulevard Auguste-Blanqui, lasciando la Butte-aux-Cailles fuori dal capoluogo ma il borgo era alle porte della città.
Il 3 luglio 1815, durante la capitolazione di Parigi, dopo la battaglia di Issy, il poggio fu difeso da due obici e sedici cannoni.
Nel 1860, la Butte, che apparteneva al comune di Gentilly, entrò a far parte del territorio di Parigi che annesse in parte o in tutto i comuni circostanti.
Tra la rivoluzione del 1848 e la prima guerra mondiale vi si stabilirono cenciaioli e pellettieri

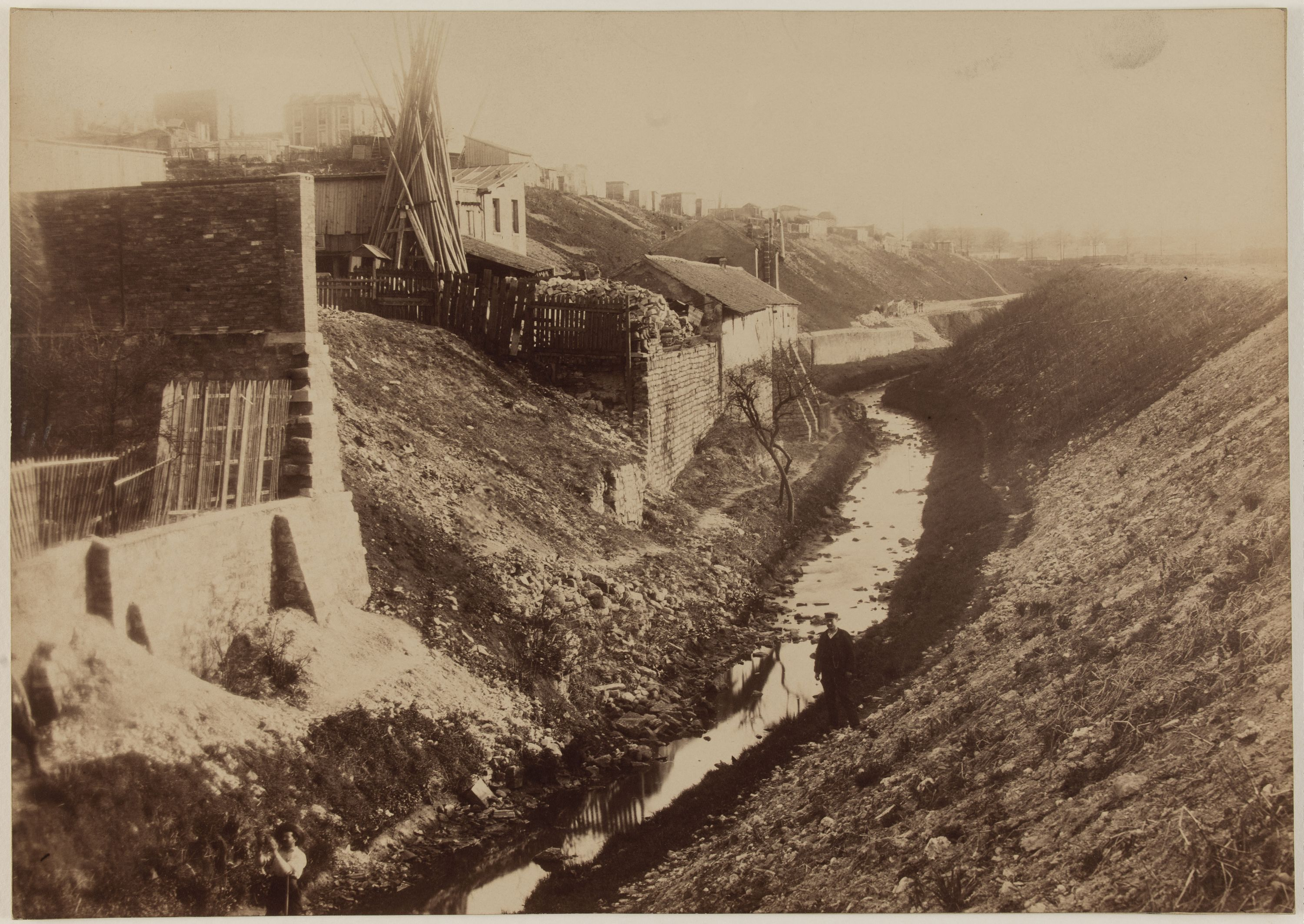
Henri Emile Cimarosa Godefroy: Butte aux Caille, stato primitivo
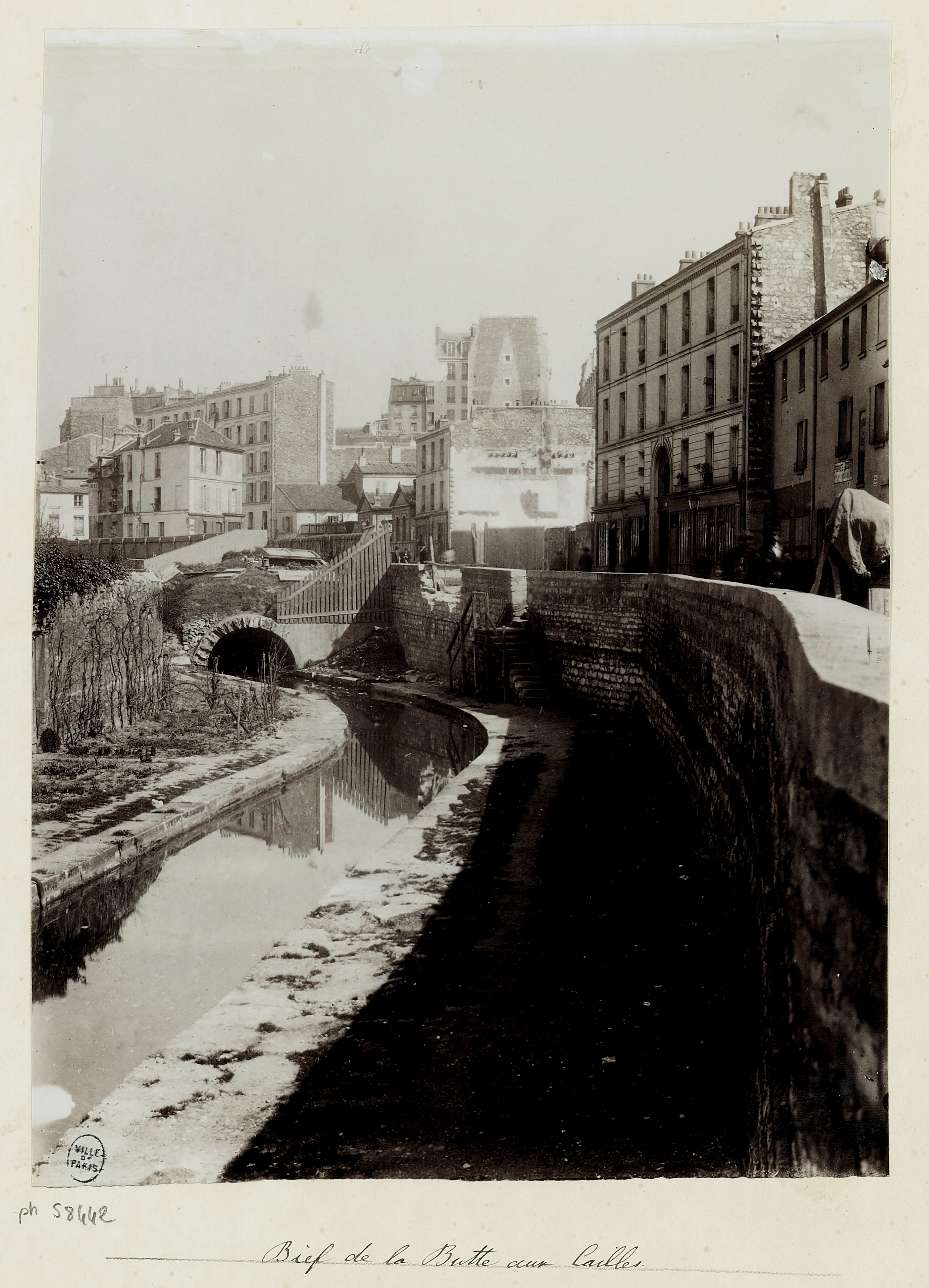
La Bièvre: portata alla Butte-aux-Cailles

Dal 1828 al 1910, la città di Parigi realizzò lavori di copertura della Bièvre e la Butte assunse gradualmente l'aspetto attuale, all'inizio del XX secolo, rimanendo un villaggio del secolo scorso nel cuore di Parigi: le opere del Secondo Impero risparmiarono questo quartiere periferico che continuò la sua urbanizzazione senza tener conto dei canoni di Haussmann.

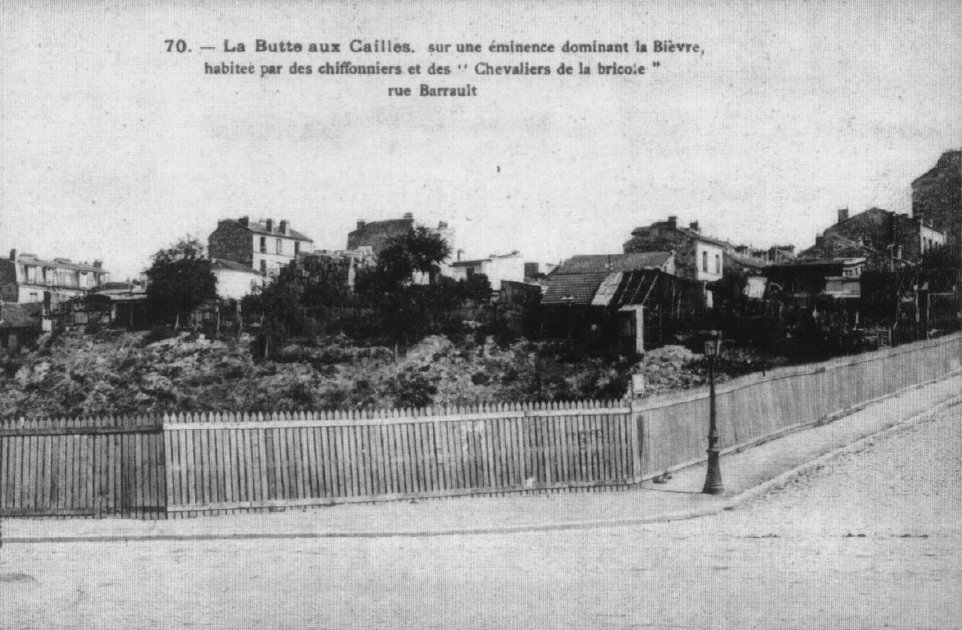
Vista da rue Barrault nel 1900.
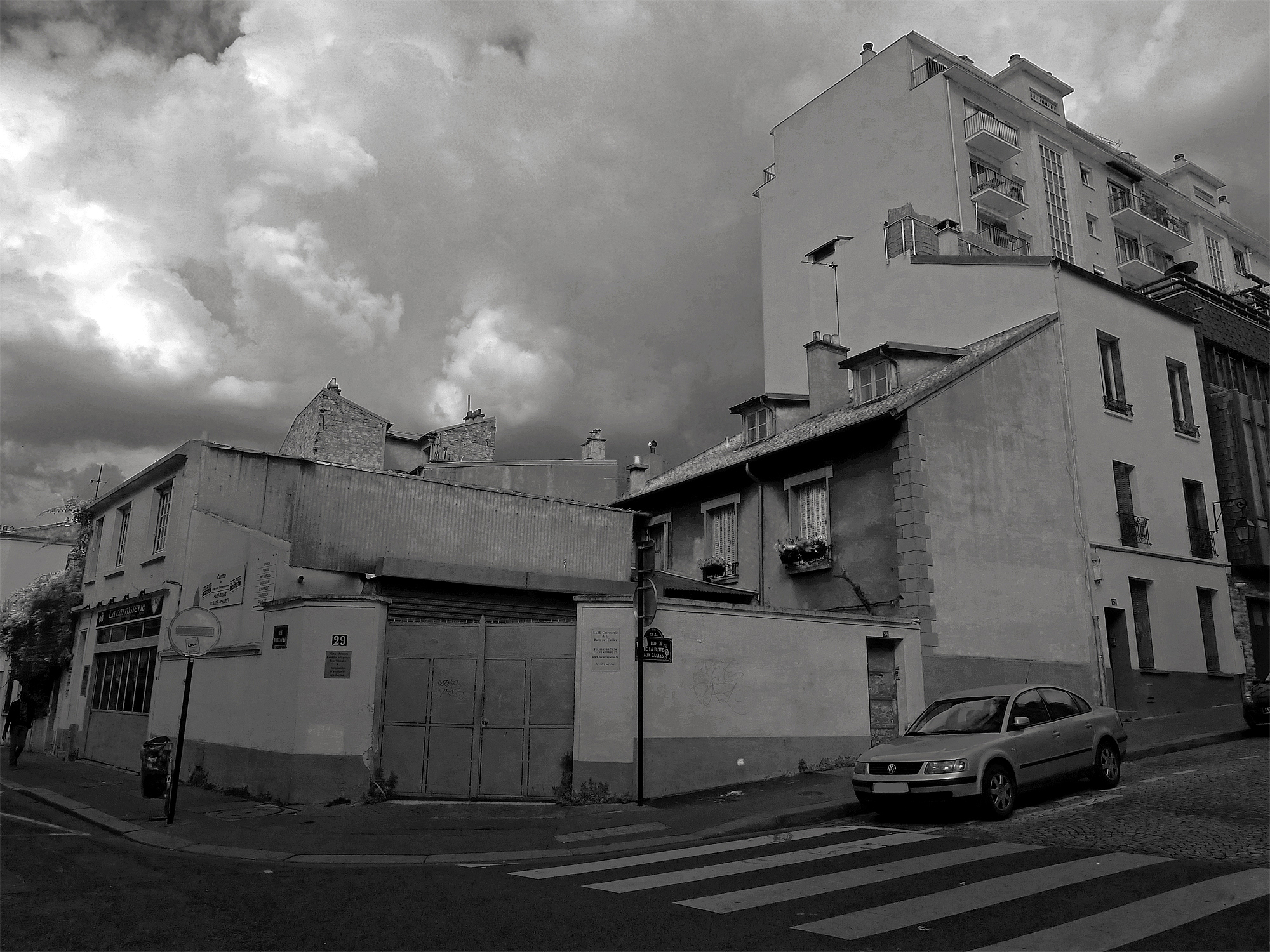
Vista equivalente nel 2014.
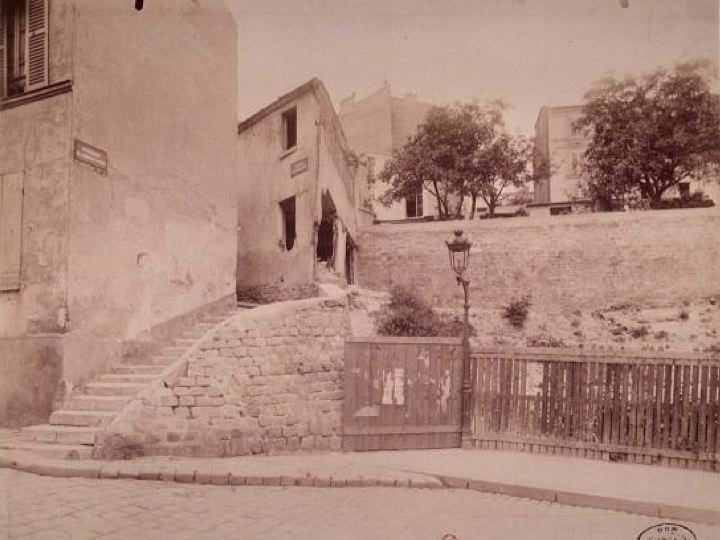
Passaggio Vandrezanne intorno al 1900 (foto Eugène Atget).

Questa particolarità è dovuta alle cave di calcare che, ancora oggi, consentono la costruzione di edifici pesanti solo dopo costose iniezioni nei vuoti di cava. Tuttavia, poiché la terra sta diventando sempre più rara e quindi sempre più costosa, a Parigi, quasi tutti i vuoti sono stati oggi riempiti o iniettati di calcestruzzo armato. Le vecchie cave non sono più così facilmente accessibili come in passato.

Targhe che ricordano la presenza di cave (limitazione del peso dei veicoli)
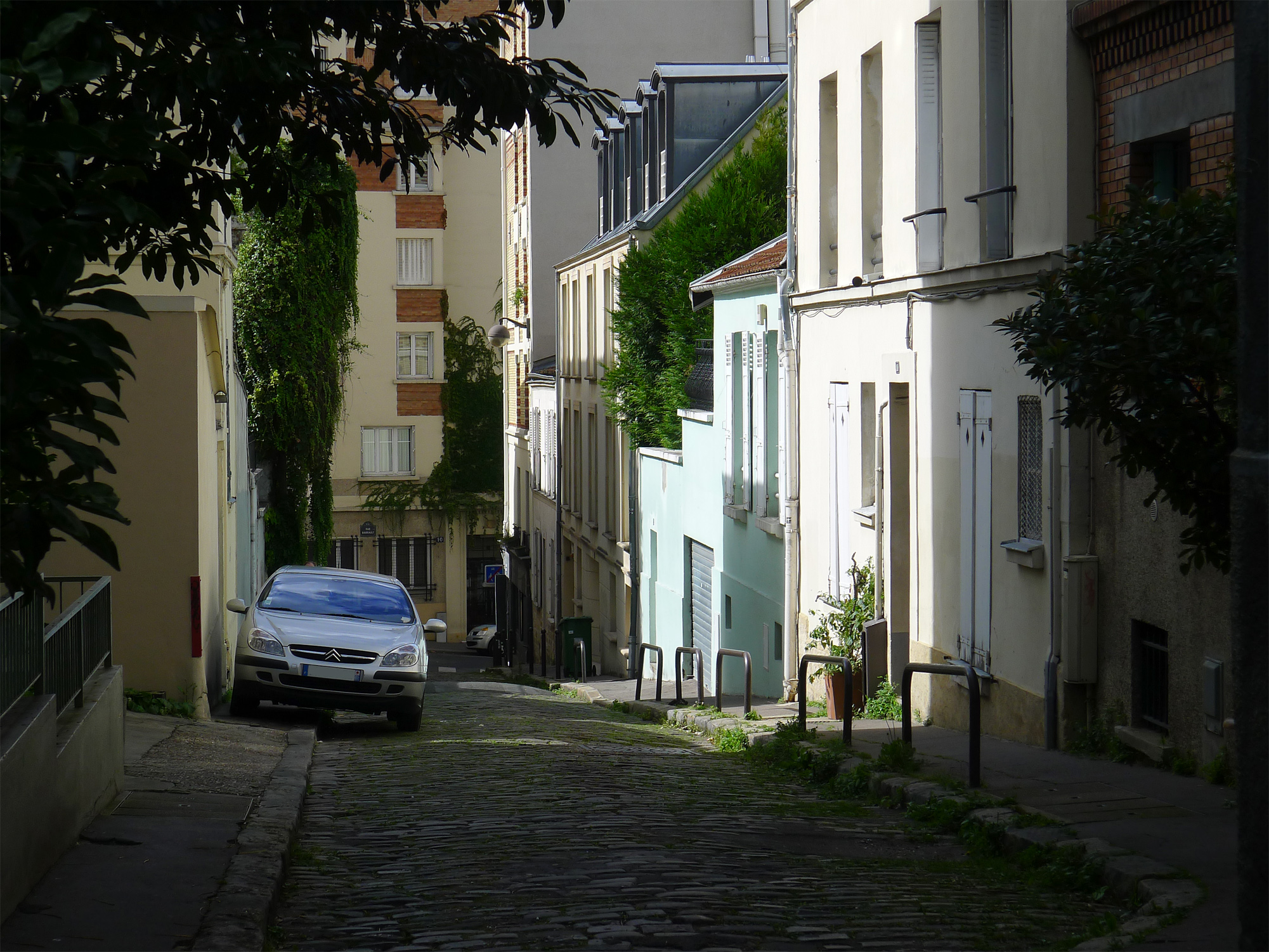
Passaggio Barrault.
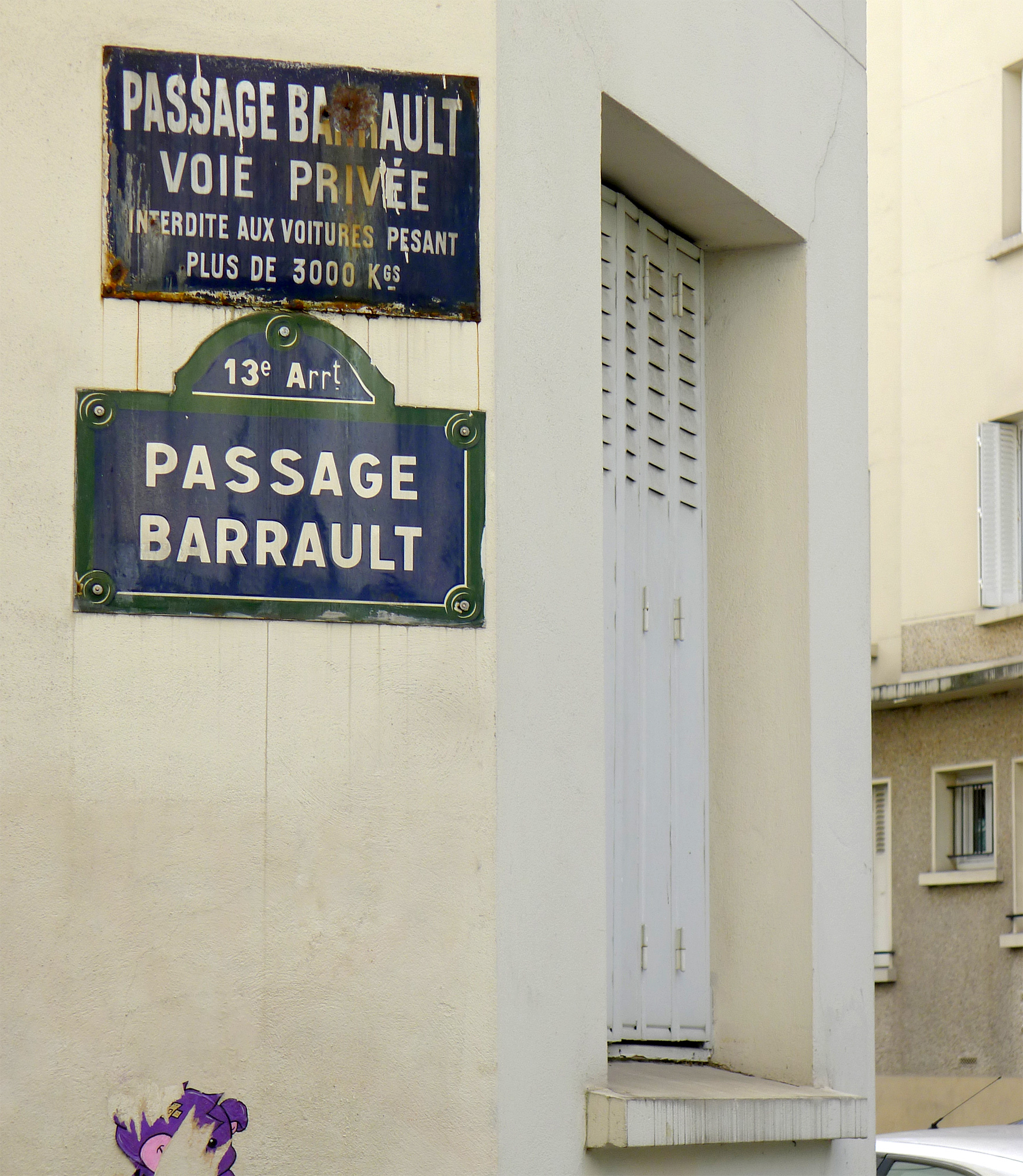
Targa (attuale e vecchia).

## Il pozzo artesiano
Su idea di François Arago che voleva rifornire d'acqua il quartiere e riversare l'eccedenza nella Bièvre per via della portata divenuta insufficiente, con decreto del prefetto Haussmann, si decise la perforazione di un pozzo artesiano il 19 giugno 1863. Il lavoro non iniziò fino al 28 agosto 1866, e iniziò con l'erezione di una torre di perforazione in legno.
Di fronte alle difficoltà tecniche incontrate, i lavori furono interrotti nel 1872, e solo la torre di legno, abbandonata, rimase a testimonianza di questo tentativo sulla Place du Puits-Artésien, da allora ribattezzata Place Paul-Verlaine. Ripresa nel 1893, sotto la direzione dell'ingegnere Paulin Arrault, l'acqua raccolta a una profondità di 582 metri iniziò a sgorgare nel novembre 1903, ad una temperatura di 28 °C e con una portata di 6.000 m3 al giorno. A quel tempo la Bièvre era già interrata e non si poteva più versarvi l'acqua del pozzo artesiano. Nel 1924, alla fine della costruzione della vicina piscina di Butte-aux-Cailles, questa fu rifornita con quest'acqua di qualità. Nel 2000 il pozzo è stato scavato più in profondità, fino a 620 metri.

## Eventi
- 1783, il 21 novembre: il primo volo ufficiale in una mongolfiera di Jean-François Pilâtre de Rozier e del Marchese d'Arlandes atterrò all'angolo delle attuali vie Bobillot e Vandrezanne.
- 1871, 24 e 25 maggio: battaglia di Butte-aux-Cailles. Durante la Comune di Parigi, i Federati di Butte-aux-Cailles, comandati da Walery Wroblewski, respinsero quattro volte le truppe di Versailles. Place de la Commune-de-Paris, all'angolo tra rue Buot e rue de l'Espérance, perpetua il ricordo di questo mese di maggio.

## Edifici, monumenti e luoghi particolari
Télécom ParisTech (già École Nationale Supérieure des Télécommunications) occupa lo spazio compreso tra rue Barrault, rue Vergniaud, rue Tolbiac e rue Daviel, sul versante occidentale. Ai tempi dell'École Supérieure des Postes & Télégraphes (ESPT), nel 1934, entrò a far parte dei locali lasciati liberi dalla fabbrica di guanti Noblet, come testimonia il logo composto da una N e due C capovolte più volte ripetuto sulla facciata di via Barrault.
Sulla facciata principale, al n 46 rue Barrault, c'è un bassorilievo datato 1962 dello scultore Félix Joffre (1903-1989) e dell'architetto Marcel Chappey. Ha la seguente iscrizione: "L'uomo nel corso dei secoli usa le forze elementari per le trasmissioni". Sei personaggi hanno utilizzato ciascuno simbolicamente una forma di trasmissione remota: vista, piccioni viaggiatori, una tromba, fuoco — probabilmente sotto forma di segnali di fumo —, battiti di mani e pianto.
A due passi, sempre sulla facciata principale, ma al n 42 un altro bassorilievo più piccolo, dello stesso scultore, reca l'iscrizione "Dalla terra al cosmo" e rappresenta "impronte umane e diverse stelle".
Altri punti di riferimento:
- La piscina della Butte-aux-Cailles.
- Place Paul-Verlaine, con il suo pozzo artesiano restaurato nel 2001, i suoi monumenti al sergente Bobillot e ai Fratelli Montgolfier.
- Sulla piazza Henri-Rousselle, intitolata a questo presidente del Consiglio Generale del Dipartimento della Senna, si trova il suo busto in bronzo di Denis Saula.
- La chiesa Chiesa di Sant'Anna della Butte-aux-Cailles, al 188 di rue de Tolbiac.
- La Estienne School of Graphic Arts and Printing al 18, boulevard Auguste-Blanqui.
- Il tempio antoinista all'incrocio tra rue Vergniaud e rue Wurtz, costruito nel 1913.
- Una fontana Wallace, in Place de la Commune-de-Paris.
- La petite Alsace, rue Daviel, insieme di piccoli padiglioni a graticcio.
- Case operaie dell'inizio del XX secolo e i loro minuscoli giardini.
- Il teatro Les Cinq Diamants, nell'omonima via (rue des Cinq-Diamants), con l'insegna di un'antica gioielleria.
- I graffiti dell'artista visiva Miss. Tic in rue des Cinq-Diamants: una serie di stencil sulla parte anteriore di due caffè.

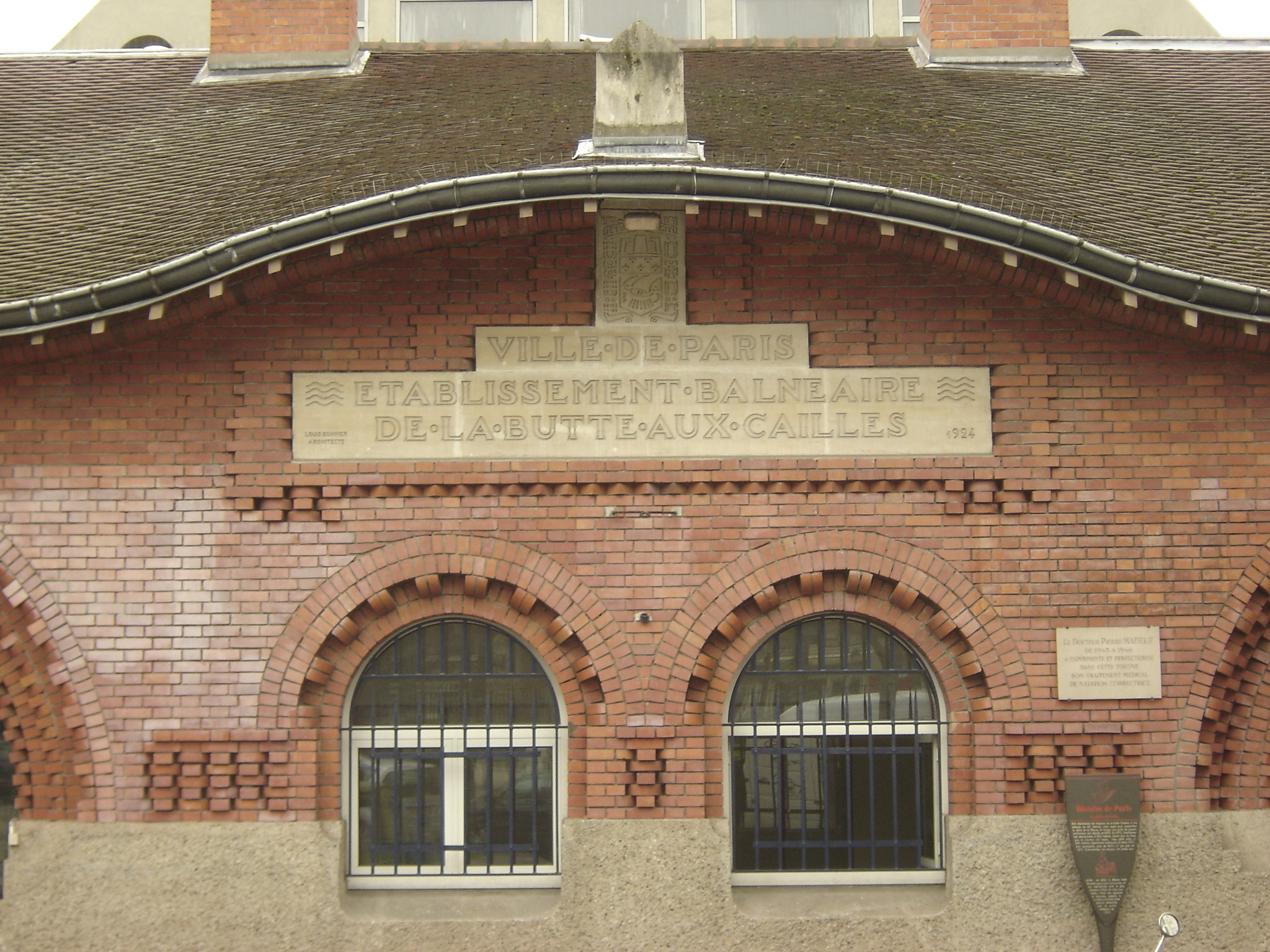
Facciata della piscina Butte-aux-Cailles.
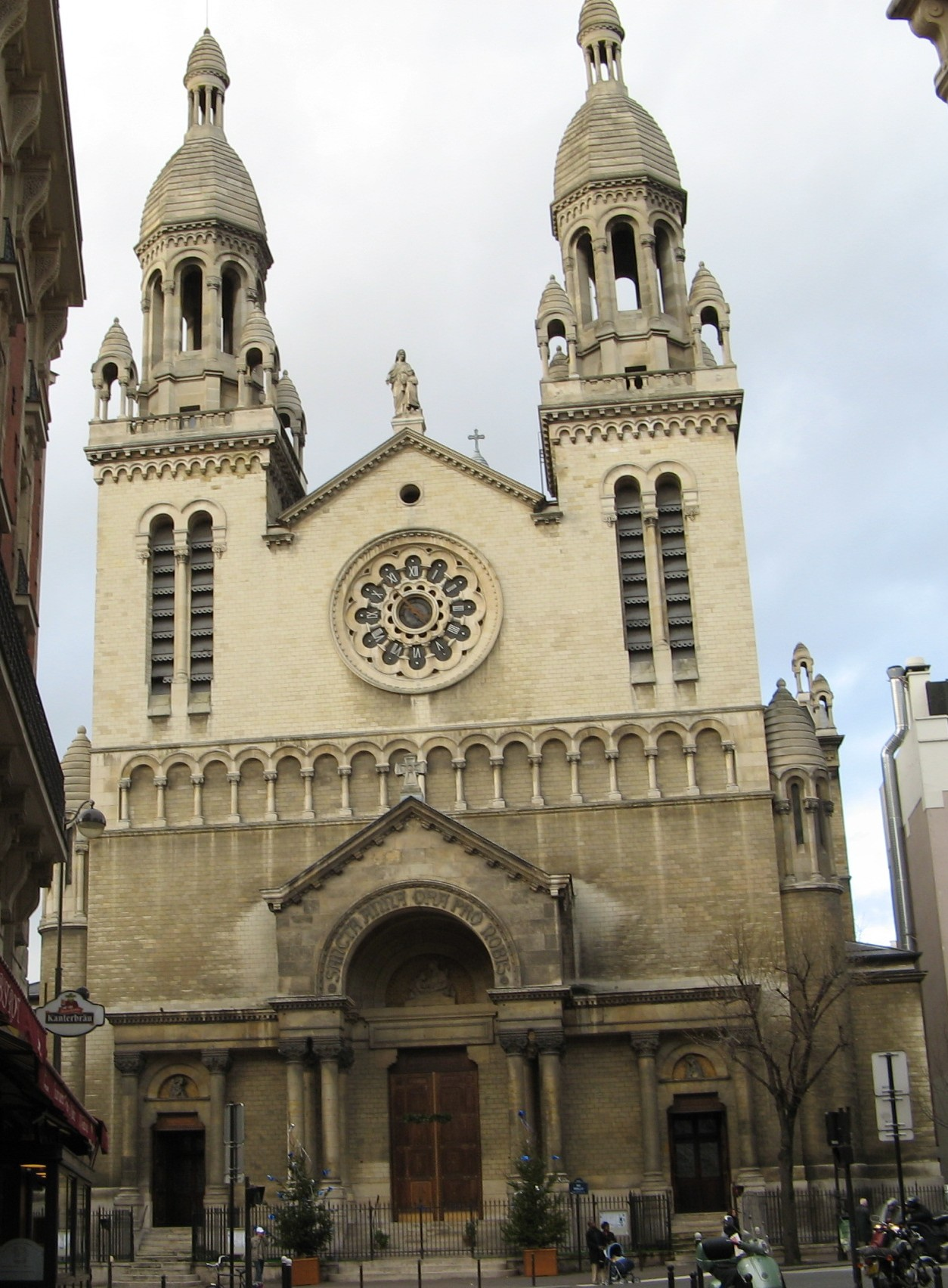
La chiesa Sainte-Anne de la Butte-aux-Cailles.
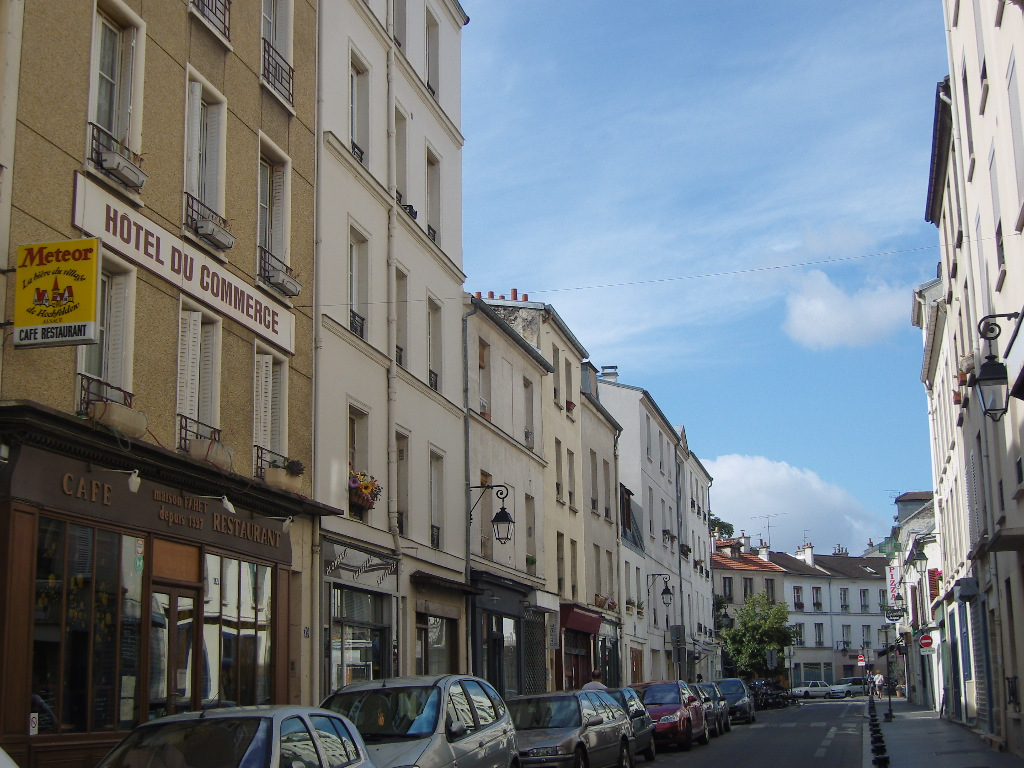
Rue des Cinq-Diamants, caratteristica della Butte.
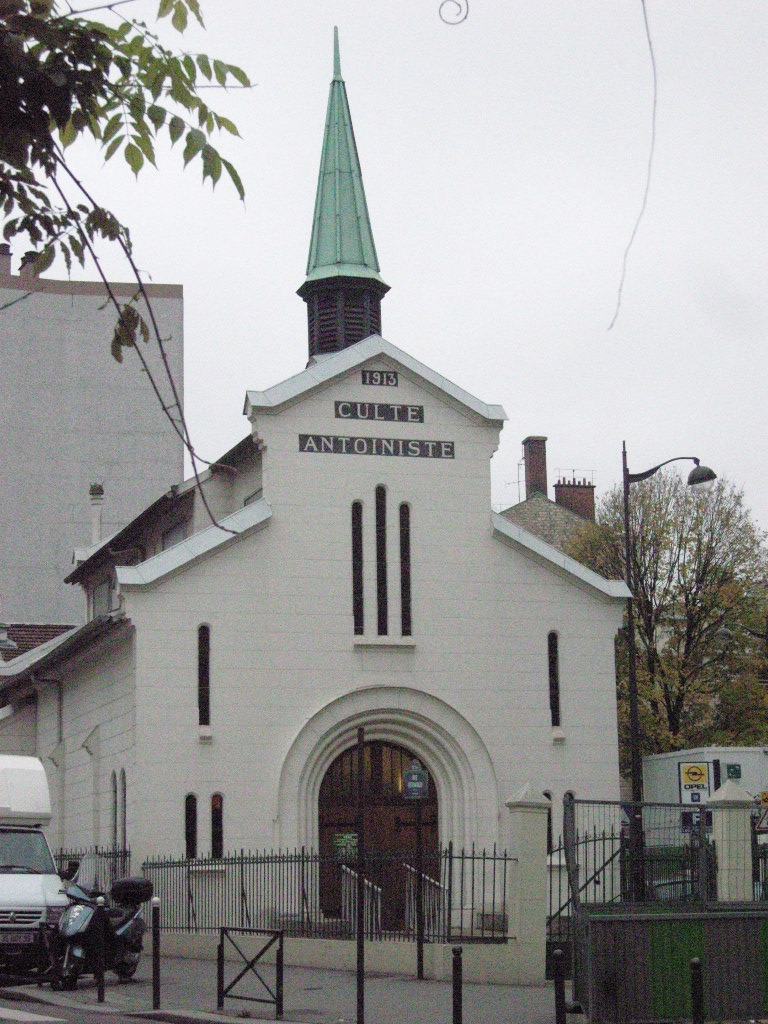
Il tempio antoinista.
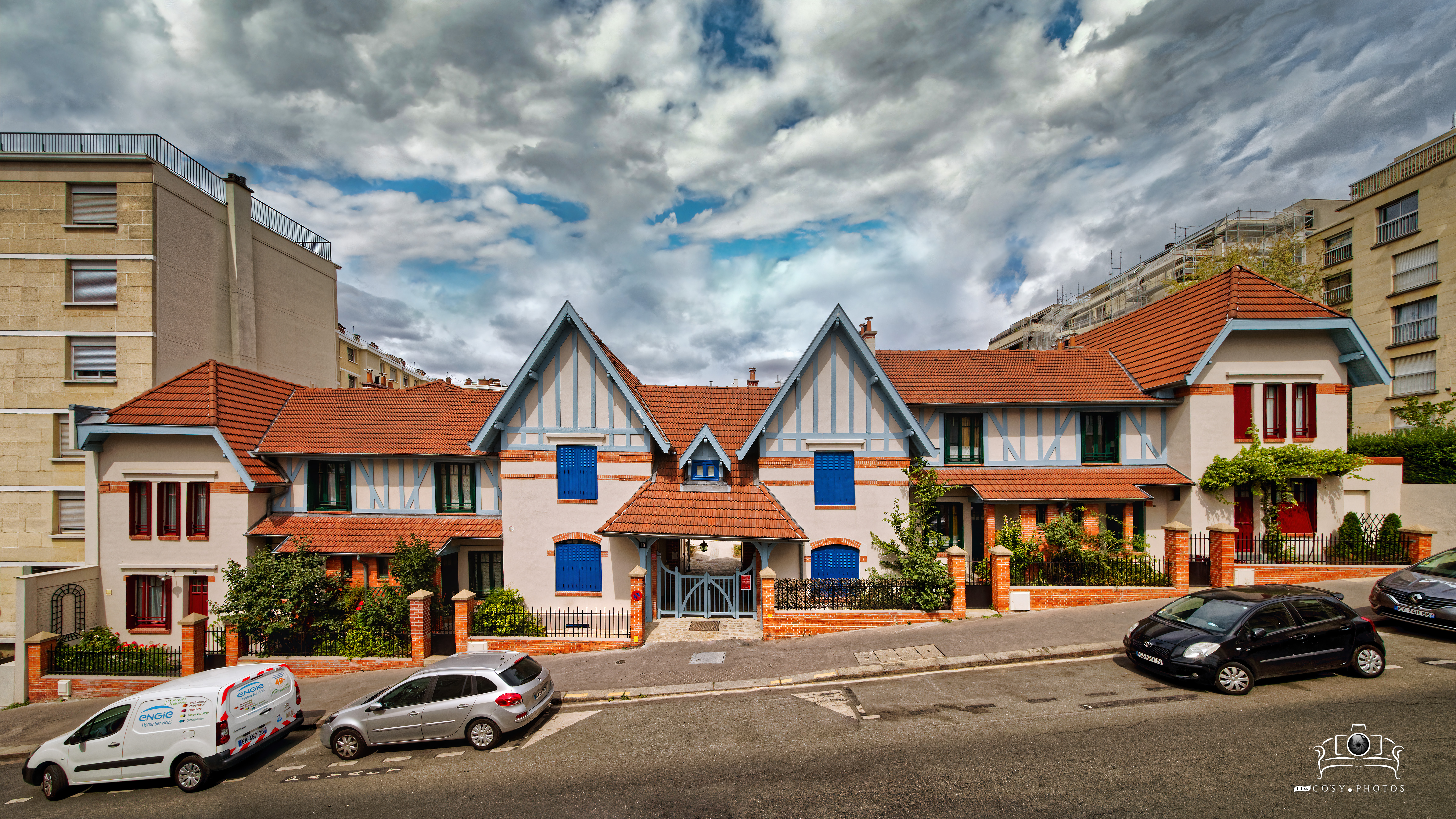
Piccola Alsazia, rue Daviel.